# Maltebrunia
Maltebrunia és un gènere de plantes de la família de les poàcies. És originària de Gabon, Tanzània i Madagascar.

## Taxonomia
- Maltebrunia gabonensis C.E.Hubb, 1962
- Maltebrunia leersioides Kunth, 1830
- Maltebrunia maroana
- Maltebrunia petiolata
- Maltebrunia prehensilis
- Maltebrunia schliebenii C.E.Hubb, 1962